# Institut für Grundlagen moderner Architektur und Entwerfen
Das Institut für Grundlagen moderner Architektur und Entwerfen (IGmA bzw. IGMA) ist ein 1967 „gegen die Theoriefeindlichkeit einer dogmatisch erstarrten Moderne“ gegründetes Institut der Fakultät Architektur und Stadtplanung an der Universität Stuttgart, das 1968 seinen Lehrbetrieb aufnahm. Das sich Theorie & Praxis gleichermaßen verpflichtet fühlende Institut steht seit April 2018 unter der Leitung von Stephan Trüby. Das heute größte und älteste der Architekturtheorie gewidmete Institut Deutschlands gehört neben dem Institut für Geschichte und Theorie der Architektur an der ETH Zürich, dem von Peter Eisenman mitgegründeten Institute for Architecture and Urban Studies in New York und der ebenfalls an der Universität Stuttgart gegründeten Zeitschrift ARCH+ zu einer Gruppe allesamt in den Jahren 1967/68 etablierten und die Disziplin Architekturtheorie definierenden Institutionen.

## Geschichte

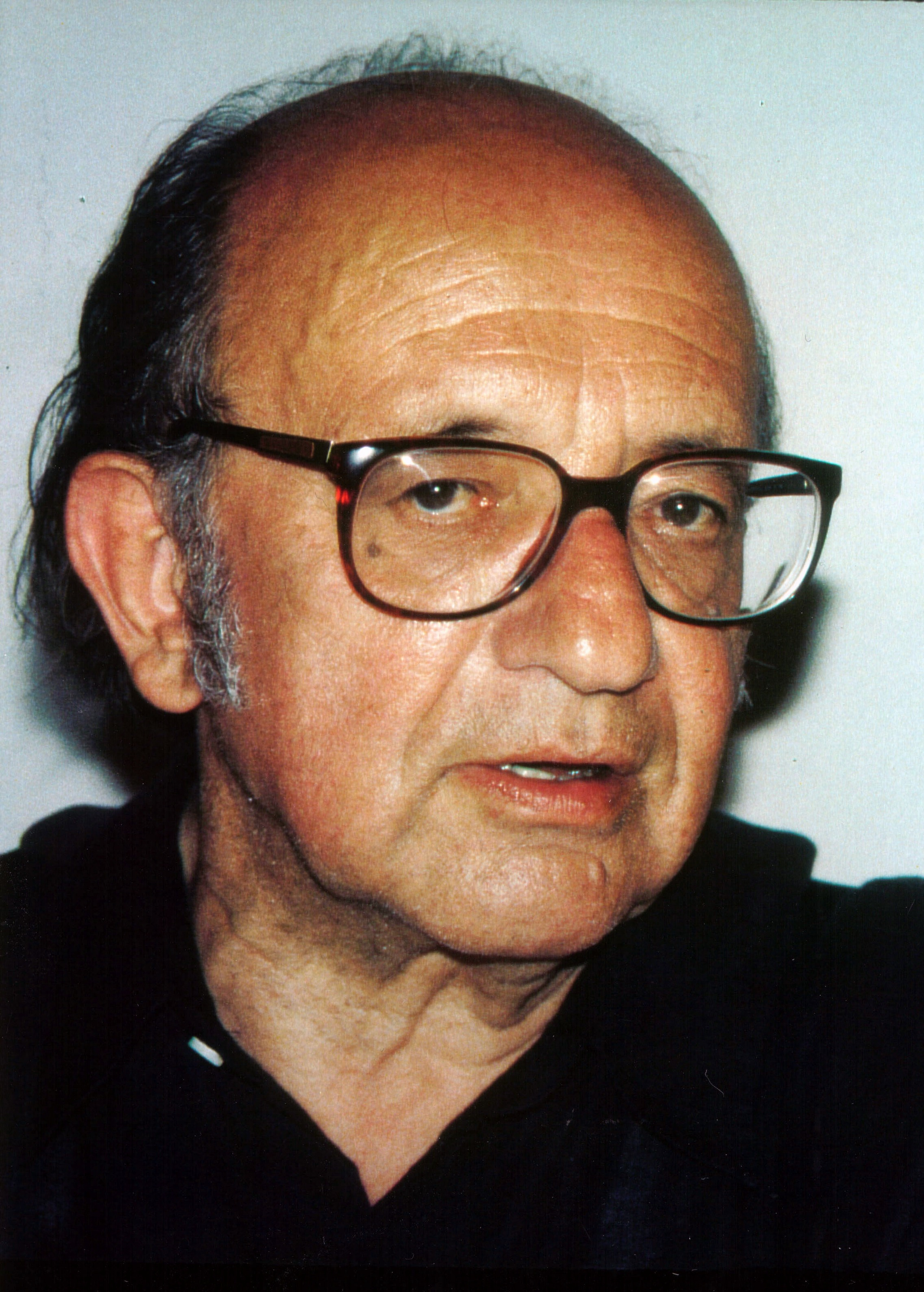
Institutsgründer Jürgen Joedicke (2005)

Das Olympiagelände in München abgebildet auf einem Markenblock der Deutschen Bundespost, 1972.

Das IGMA ward 1967 von Jürgen Joedicke an der Universität Stuttgart gegründet. Im selben Jahr wurde Joedicke vom außerordentlichen Professor zum ordentlichen Professor berufen und gewann zusammen mit Günter Behnisch, Fritz Auer, Winfried Büxel, Erhard Tränkner und Carlo Weber den Ideenwettbewerb für das Olympiagelände in München. Unter seiner Leitung widmete sich das IGMA der Geschichte der modernen Architektur und Interpretationen des zeitgenössischen Bauens. Die Auseinandersetzung mit theoretischen Grundlagen der Architektur und ihrer Umsetzung in die Praxis machten das IGMA bundesweit zum ersten Institut, das sich explizit mit „Architekturtheorie“ auseinandersetzt. In der Schriftenreihe Dokumente der modernen Architektur des Instituts erschienen im Karl Krämer Verlag zwischen 1961 und 1987 einflussreiche Schriften von Protagonisten des Zeitgeschehens wie Rayner Banham, Georges Candilis, Alexis Josic, Shadrach Woods, Jo van den Broek, Jaap Bakema oder Julius Posener. Ebenfalls bei Krämer publizierte das Institut zwischen 1969 und 1975 die sogenannten Arbeitsberichte zur Planungsmethodik, die durch eine Formalisierung des Planungsprozesses den Schritt weg vom objektorientierten Entwerfen skizzierten.
1993 übernahm Werner Durth die Leitung des IGMA, das sich fortan mit dem Verhältnis zwischen Tradition und Moderne beschäftigt. Sein Verständnis der Ausrichtung des Instituts plädiert dafür „Architekturgeschichte gerade nicht als Stilgeschichte zu betrachten, sondern in der Abfolge von Entwurfsstrategien, die aus spezifischen Problemlagen heraus entwickelt wurden. Wie haben sich unter bestimmten Umständen ästhetische und soziale Ambitionen durch das Entwerfen von Architektur in räumliche Formen umgesetzt? Was haben Architekten im historischen Prozeß voneinander und von anderen Akteuren im gesellschaftlichen Wandlungsprozeß - etwa von Politikern, Künstlern und Wissenschaftlern - gelernt? Und auf welchen Schultern stehen wir heute?“
Werner Durth, der 1999 zusammen mit Jörn Düwel und Niels Gutschow ein zweibändiges Standardwerk zu Architektur und Städtebau der DDR vorlegte, änderte unter dem Eindruck des sich öffnenden Ostblocks den Institutsnamen von Grundlagen der modernen Architektur in Grundlagen moderner Architektur.
Nach Werner Durths Wechsel an die Technische Universität Darmstadt übernahm Wolfgang Schwinge für drei Jahre kommissarisch die Leitung des IGMAs. Schwinge erneuerte 2000 in einem in dem Band Positionen erschienenen Essay die Verpflichtung des Instituts gegenüber seinem Gründungsjahr 1968.

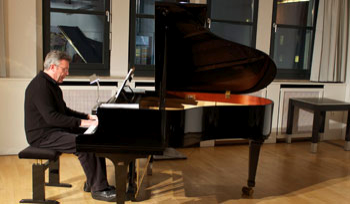
Gerd de Bruyn, Leiter des IGmAs (2001–2018)

2001 ward Gerd de Bruyn neuer Leiter des Instituts, der dessen Traditionen weiterdenkte und um die Auseinandersetzung mit popkulturellen Phänomenen erweiterte. In der vom IGMA mitherausgegebenen Ausgabe 171 Pop, Ökonomie, Aufmerksamkeit des Architekturmagazins ARCH+ äußerte das Institut dazu folgende These:
„Erst wenn das Verhalten und Selbstbild der Architekten moderner (man könnte auch sagen: ökonomischer, radikaler, politischer, subversiver) als bisher wird, erst wenn sie ihre Entwürfe als fachkundige Dienstleistungen und ästhetische Produkte zu begreifen und vermarkten verstehen, wird auch die Architektur in der Moderne angekommen sein. Vor allem in der Auseinandersetzung mit der Popkultur, ihrer Ästhetik, ihren Widersprüchen und Erfolgsrezepten werden sich die Architekten aus dem Bann des Baumeistertums erfolgreich lösen und ihren Beitrag zur modernen Kultur neu definieren können.“
Unter Gerd de Bruyn etablierte 2007 am IGMA die Forschungsgruppe Baubotanik, die Methoden entwickelte mit lebenden Pflanzen lebende Bauwerke zu konstruieren. Ebenfalls 2007 erschien die erste Ausgabe des Archzines Junk Jet, das von den Institutsmitarbeiterinnen Asli Serbest and Mona Mahall herausgegeben wird und dessen Adresse mit „Junk Jet c/o IGMA“ angegeben wird.
2008 wurde der 40. Geburtstag des IGMA mit einem breit angelegten Programm unter großer Anteilnahme aus dem Architektur und Architekturtheoriefeld in einem Zirkuszelt begangen. Anlässlich des Jubiläums erschien eine dem IGMA gewidmete Ausgabe des sich mit Theorie, Wissenschaftstheorie und methodischen Fragen der Architektur auseinandersetzenden Magazins Wolkenkuckucksheim, deren Beiträge in gekürzter Form auch im Heft 1/2009 der Architekturzeitschrift der architekt herangezogen wurden, um das Institut zu würdigen.
Anlässlich Gerd de Bruyns Emeritierung 2018 bezeichneten sowohl Ursula Baus als auch Georg Vrachliotis das IGMA als „legendär.“
Seit April 2018 arbeitet das IGMA unter der Leitung von Stephan Trüby.

## Leitung
- 1968–1993: Jürgen Joedicke
- 1993–1998: Werner Durth
- 1998–2001: Wolfgang Schwinge (kommissarisch)
- 2001–2018: Gerd de Bruyn
- seit 2018: Stephan Trüby

## Publikationen des Instituts

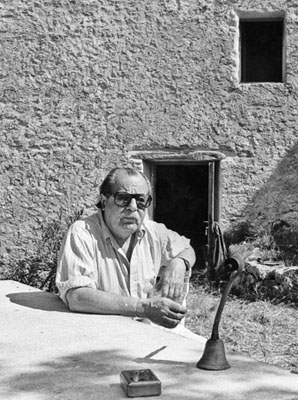
Der abgebildete George Candilis steuerte 1978 zusammen mit Alexis Josic und Shadrach Woods den 6. Band der Reihe Dokumente der Modernen Architektur bei.

### ReiheDokumente der Modernen Architektur
- Band 1: Oscar Newman: CIAM 59 in Otterlo. Stuttgart 1961.
- Band 2: Jürgen Joedicke: Schalenbau. Konstruktion und Gestaltung. Stuttgart 1962.
- Band 3: Jürgen Joedicke: Architektur und Städtebau. Das Werk van den Broeck und Bakema. Stuttgart 1963.
- Band 4: Heinrich Lauterbach / Jürgen Joedicke: Hugo Häring – Schriften, Entwürfe, Bauten. Stuttgart 1965.
- Band 5: Reyner Banham: Brutalismus in der Architektur. Stuttgart 1966.[19]
- Band 6: Georges Candilis / Alexis Josic / Shadrach Woods: Ein Jahrzehnt Architektur und Stadtplanung. Stuttgart 1978.
- Band 7: Jürgen Joedicke: Moderne Architektur. Strömungen und Tendenzen. Stuttgart 1969.
- Band 8: Harald Deilmann / Jörg C. Kirschenmann / Herbert Pfeiffer: Wohnungsbau – Nutzungstypen, Grundrißtypen, Wohnungstypen, Gebäudetypen. Stuttgart 1973.
- Band 9: Georges Candilis: Planen und Bauen für die Freizeit. Stuttgart 1972.
- Band 10: Georges Candilis / Alexis Josic / Shadrach Woods: Toulouse le Mirail – Geburt einer neuen Stadt. Stuttgart 1975.
- Band 11: Harald Deilmann / Gerhard Bickenbach / Herbert Pfeiffer: Wohnbereiche Wohnquartiere – Stadt, Vorort, Umland. Stuttgart 1977.
- Band 12: Architectengemeenschap van den Broek en Bakema. Architektur-Urbanismus. Stuttgart 1976.
- Band 13: Eberhard H. Zeidler: Multifunktionale Architektur. Stuttgart 1983.
- Band 14: Arnulf Lüchinger: Strukturalismus in Architektur und Städtebau. Stuttgart 1981.
- Band 15: Harald Deilmann / Gerhard Bickenbach / Herbert Pfeiffer: Wohnort Stadt. Stuttgart 1987.

### ReiheArbeitsberichte zur Planungsmethodik
- Band 4: Institut Grundlagen der modernen Architektur (Hrsg.): Arbeitsberichte zur Planungsmethodik Band 4: Entwurfsmethoden in der Bauplanung, Stuttgart: Karl Krämer Verlag, 1970

### Reihe igmade.edition
- Mona Mahall, Asli Serbest: Junk Jet n°6: here and where!, 2012
- Mona Mahall, Asli Serbest: Junk Jet n°5: net.heart!, 2012
- Mona Mahall, Asli Serbest: Junk Jet n°4: statistics-of-mystics!, 2010
- Gerd de Bruyn: Denken: Body | Sprechen: Poe. Gedichte und Grafische Texte, 2010
- Mona Mahall, Asli Serbest: Junk Jet n°3: flux-us! flux-you!, 2010
- Mona Mahall, Asli Serbest: How Architecture Learned to Speculate, 2009
- Gerd de Bruyn, Katja Thorwarth: Theaterarchitekturen. Bühnenbildentwürfe 08/09, 2009
- Mona Mahall, Asli Serbest: Junk Jet n°2: speculative-architecture!, 2008
- Gerd de Bruyn, Iassen Markov: Faust und der Marquis, 2007
- Mona Mahall, Asli Serbest: Junk Jet n°1: noise-and-failure!, 2007

(Quelle:)

### Assoziierte Publikationen
- Gerd de Bruyn, Stephan Trüby (Hrsg.): architektur_theorie.doc: Texte seit 1960, Basel: Birkhäuser, 2003[21]
- ARCH+ und IGMA (Hrsg.): ARCH+ 171: Pop, Ökonomie, Aufmerksamkeit, 2004[22]
- Gerd de Bruyn, Katja Thorwarth (Hrsg.): Architektur Denken. 40 Jahre kritische Architekturtheorie. 40 Jahre IGMA, in: Wolkenkuckkucksheim, 13. Jg., Heft 2, März 2009